# Синофранхетия
Синофранхетия (лат. Sinofranchetia) — монотипный род растений семейства Лардизабаловые (Lardizabalaceae). Включает единственный вид — Синофранхетия китайская (Sinofranchetia chinensis).
Род назван в честь французского ботаника Адриена Рене Франше.

## Ботаническое описание

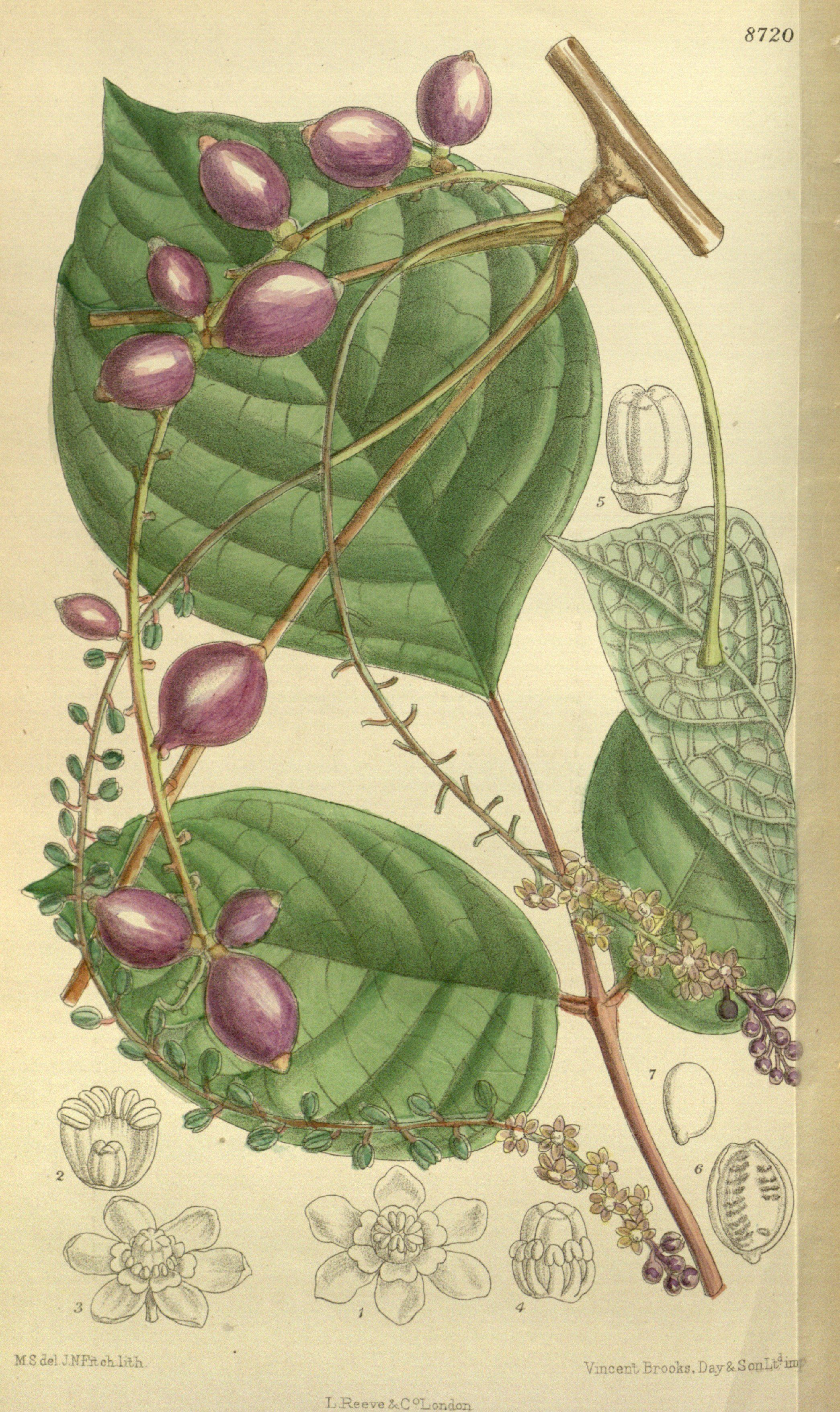
Синофранхетия китайская

Вьющийся кустарник. Листья пальчатосложные. Цветки однополые, однодомные, собраны в пазушные кисти. Тычинки свободные, плоские.

## Синонимы
Синонимы рода
- Holboellia subg. Sinofranchetia Diels (1900)

Синонимы вида
- Holboellia chinensis (Franch.) Diels (1900)
- Parvatia chinensis Franch. (1894)